# 토끼쥐속
토끼쥐속(Reithrodon)은 비단털쥐과 목화쥐아과에 속하는 설치류 속의 하나이다. 토끼쥐족(Reithrodontini)의 유일속이다. 2종을 포함하고 있다.

## 특징
꼬리 길이 85~105mm를 제외한 몸길이가 130~200mm인 중형 크기의 설치류이다. 몸무게는 최대 95g이다.

## 분포 및 서식지
브라질 남부 지역부터 [아르헨티나]]와 칠레까지 남아메리카에 널리 분포한다.

## 하위 종
- 토끼쥐 또는 털발바닥토끼쥐 (Reithrodon auritus)
- 민발바닥토끼쥐 (Reithrodon typicus)